# I'll Feel a Whole Lot Better
«I'll Feel A Whole Lot Better» ("Me sentiré mucho mejor") es una canción compuesta por Gene Clark y registrada originalmente por el grupo de rock norteamericano The Byrds en 1965. 
Su título original fue "I Feel A Whole Lot Better" ("Me siento mucho mejor") y fue grabada el 14 de abril de 1965 en sistema stereo. Además, su duración fue de solo 2:32. 
Producida por Terry Melcher, fue incluida originalmente como segundo tema del primer álbum de The Byrds titulado Mr. Tambourine Man. Además, fue editado como single. 

## Reedición
En 2012, la empresa discográfica "Sundazed" reeditó "I'll Feel A Whole Lot Better" en formato de single de 7 pulgadas 
con la canción "It's No Use" como lado B. 

## Versión alternativa
En 1996, Columbia reeditó el álbum Mr. Tambourine Man incluyendo una versión alternativa de "I'll Feel A Whole Lot Better" registrada también el 14 de abril de 1965. Se trata de la toma 2 de la canción que cuenta con una pista vocal alternativa interpretada por Gene Clark. La duración de dicha versión es de 2:28.

## Versiones
- En 1989, Tom Petty registró una versión del tema con el título "Feel A Whole Lot Better" para el álbum Full Moon Fever.
- En 1990, Charly García grabó una versión en castellano titulada "Me siento mucho mejor" para su LP "Filosofía barata y zapatos de goma". Con la misma letra el grupo español La Tercera República grabó una nueva versión para su álbum homónimo de debut en 2000.

## Reconocimientos
- La revista "Rolling Stone" eligió a "I'll Feel A Whole Lot Better" como una de las 500 mejores canciones de todos los tiempos. El sencillo ocupa el puesto 234.

## Personal
La siguiente lista pertenece a la versión original de la canción:
- Gene Clark: Pandereta, voz líder, compositor.
- Roger McGuinn: Voces, guitarra Rickenbacker de doce cuerdas.
- David Crosby: Guitarra rítmica, voces.
- Chris Hillman: Bajo, voces.
- Michael Clarke: Batería.
- Terry Melcher: Producción.